# مايكروبت
```
مايكروبت
 Microbit (يشار إليه أيضًا باسم BBC Micro Bit و micro: bit) لوح إلكتروني قابل للبرمجة 
مفتوح المصدر
 مساحته 4 * 5 سم يتضمن قطع إلكترونية ومستشعرات للحركة، تم تصميمه من قبل 
هيئة الإذاعة والتلفزيون البريطانية
 
BBC
  بالتعاون مع عدة جهات "ومؤخراً انضم للجهة 
غير الربحية
 في بريطانيا micro:bit Education Foundation “ بهدف تعزيز التعلم لدى طلاب المدارس، وتنمية مهارات 
البرمجة
 والتفكير والإبداع في مجال العلوم والتقنية 
والهندسة
 
والفن
 
والرياضيات
 STEAM، حيث يؤمن مبتكري المايكروبت بأهمية إلهام كل طفل لبناء مستقبلهم الرقمي.
```

تم الإعلان لأول مرة عن المايكروبت خلال إطلاق حملة Make It Digital في بي بي سي في 12 مارس 2015 بقصد توفير مليون جهاز للتلاميذ في المملكة المتحدة لتشجيع الأطفال على المشاركة بنشاط في كتابة البرامج لأجهزة الكمبيوتر وبناء أشياء جديدة، بدلاً من أن يكونوا مستهلكين للوسائط. وتم الكشف عن التصميم النهائي للجهاز والميزات في 6 يوليو 2015 ، بدأ التخطيط لهذا المشروع في عام 2012 كجزء من برنامج BBC لمحو الأمية بالكمبيوتر وبحلول وقت إطلاقه في يوليو 2015، كانت هيئة الإذاعة البريطانية قد شغلت 29 شريكًا للمساعدة في تصنيع الجهاز وتصميمه وتوزيعه. قالت بي بي سي إن غالبية تكاليف التطوير يتحملها شركاء المشروع، وتعتزم ترخيص التكنولوجيا كمصدر مفتوح والسماح بتصنيعها في جميع أنحاء العالم لاستخدامها في التعليم، وقد شكلت مؤسسة غير ربحية للإشراف على هذا.
يحتوي المايكروبت على معالج ARM Cortex-M0 ، وأجهزة استشعار التسارع ومقياس مغناطيسي، واتصال بلوتوث Bluetooth وUSB ، وشاشة تتألف من 25 مؤشر [ثنائي باعث للضوءLED ، واثنين من الأزرار القابلة للبرمجة، ويمكن تشغيلها بواسطة USB أو بطارية خارجية، ومدخلات ومخرجات الجهاز هي من خلال خمسة موصلات حلقية تشكل جزءًا من موصل أكبر ذو 23 سنًا.
يساهم المايكروبت في تعلم الطلاب للمهارات البرمجية بسهولة وسرعة وتطوير مواهبهم من خلال تنفيذ مشاريع تقنية متنوعة وبأفكار خلاقة ومبتكرة، ويمكن من خلال الموصلات توصيل المايكروبت بالأجهزة الإلكترونية المتنوعة والمتحكمات الدقيقة والروبوتات الحديثة والتحكم بها، كما يمكن برمجته وربطه مع سكراتش وهو بذلك يطبق مفهوم إنترنت الأشياء. وفي دراسة أخيرة نشرت في موقع المايكروبت الرسمي أظهرت بأن 87 ٪ من الأطفال وجدوا بأن المهارات الحاسوبية أكثر متعه عند استخدام المايكروبت.

## أجزاء متطلبات المايكروبت
1- لوحة المايكروبت.
2- كيبل.
3- بطاريات.
4- موصل البطارية بمنفذ المايكروبت.
5- حاسب أو جهاز ذكي.
يتم برمجة المايكروبت من خلال موقع https://microbit.org بالدخول لنافذة البرمجة «وهي برمجة مبنية على الكتل البرمجية» Blocks Based Programming تتضمن أوامر برمجية معدة مسبقاً في كل كتلة، ويتم بناء الأوامر البرمجية عبر السحب والإفلات.

## المكونات المادية للمايكروبت
«يبلغ قياس اللوحة المادية 43 مم × 52 مم»
- المعالج Processor : لتنفيذ الأوامر البرمجية من نوع ARM Cortex-M0.
- ذاكرة فلاش بسعة 256 كيلو بايت، ذاكرة الوصول العشوائي الساكنة 16 كيلو بايت.
- شبكة لاسلكية منخفضة الطاقة بتردد 2.4 جيجا هرتز. يتمتع ARM core بالقدرة على التبديل بين 16 ميجاهرتز أو 32.768 كيلو هرتز.
- الأزرار A , B  Button : تعد وحدات إدخال، لتنفيذ الأوامر البرمجية المحددة عند النقر عليهم.
- أنوار العرض Light Emitting Diodes (LED): 25 صمام ثنائي باعث للضوء.
- البوصلة المغناطيسية: لاستشعار المجال المغناطيسي.
- مستشعر الضوء Light Sensor : استشعار واكتشاف الضوء المحيط.
- مستشعر الحركة  Accelerometer : لقياس الاهتزازات والتغيرات في سرعة حركة الجهاز.
- منفذ USB : للاتصال بجهاز الحاسب لتحميل الأوامر البرمجية للمايكروبت.
- بلوتوث Bluetooth : للاتصال مع الأجهزة الأخرى مثل الأجهزة الذكية ويمكن من خلاله تحميل الأوامر البرمجية.
- مزود الطاقة Power Supply : تزويد الجهاز بالطاقة عبر البطاريات.
- دبابيس الإدخال والإخراج  General Purpose Input / Output Pins : يتوفر 25 وصلة خارجية دبابيس" Pins  على حافة الشريحة منها خمس دبابيس كبيرة لتوصيل المايكروبت بالكابلات مثل Crocodile Clips .

## التاريخ

### التطوير
تم تصميم Micro Bit لتشجيع الأطفال على المشاركة بنشاط في كتابة برامج لأجهزة الكمبيوتر وبناء أشياء جديدة، بدلاً من كونهم مستهلكين لوسائل الإعلام. [2] تم تصميمه للعمل جنبًا إلى جنب مع الأنظمة الأخرى، مثل Raspberry Pi ، بناءً على إرث هيئة الإذاعة البريطانية BBC مع BBC Micro للحوسبة في التعليم. خططت هيئة الإذاعة البريطانية (BBC) لإعطاء الكمبيوتر مجانًا لكل طفل في السنة السابعة (11 و 12 عامًا) في بريطانيا بدءًا من أكتوبر 2015 (حوالي مليون جهاز). قبل بدء التنفيذ، تم توفير جهاز محاكاة عبر الإنترنت لمساعدة المعلمين على الاستعداد، وكان من المقرر أن يتلقى بعض المعلمين الجهاز في سبتمبر 2015. كان من المخطط أن يكون الجهاز للبيع العام بحلول نهاية عام 2015. ومع ذلك، تسببت المشاكل في تأخير الإطلاق حتى 22 مارس 2016.
قررت هيئة الإذاعة البريطانية (بي بي سي) قرارًا صعبًا باختيار مجموعة العام الدراسي التي ستكون أول من يحصل على وحدات Micro Micro المجانية، وقال رئيس قسم التعلم في بي بي سي: «السبب الذي جعلنا ننفذ في العام السابع [بدلاً من السنة الخامسة] هو أنه كان له تأثير أكبر مع هذه الفئة العمرية... كانوا أكثر اهتمامًا باستخدامها خارج الفصل الدراسي».
بدأ التخطيط للمشروع في عام 2012 كجزء من برنامج بي بي سي لمحو الأمية الحاسوبية، وبحلول وقت إطلاقه في يوليو 2015، استقبلت بي بي سي 29 شريكًا للمساعدة في تصنيع وتصميم وتوزيع الجهاز. وقالت هيئة الإذاعة البريطانية (بي بي سي) إن غالبية تكاليف التطوير يتحملها شركاء المشروع.

### الشراكات
إن تطوير Micro Bit هو نتاج عدد من الشركاء الذين يعملون مع BBC:
- ساهمت Microsoft - بخبرتها البرمجية وتخصيص نظام TouchDevelop الأساسي للعمل مع الجهاز. تستضيف المشاريع والرمز لمستخدمي الجهاز. وقد طورت أيضًا مواد تدريب المعلمين للجهاز.
- جامعة لانكستر - تطوير زمن التشغيل في الجهاز.
- Farnell element14 - الإشراف على تصنيع الجهاز.
- Nordic Semiconductor - زوّد وحدة المعالجة المركزية للجهاز.
- NXP أشباه الموصلات - مزودة بأجهزة الاستشعار ووحدة تحكم USB.
- ARM Holdings - قدمت أجهزة mbed ، ومجموعات أدوات تطوير وخدمات الترجمة.
- Technology Will Save Us - تصميم المظهر المادي للجهاز.
- باركليز Barclays- دعم توصيل المنتجات وأنشطة التوعية.
- سامسونجSamsung - طورت تطبيق أندرويدAndroid وساعدت في توصيل الجهاز بالهواتف والأجهزة اللوحية.
- [ويلكوم ترست]The Wellcome Trust - وفر فرص التعلم للمعلمين والمدارس.
- ScienceScope - تطوير تطبيق iOS وتوزيع الجهاز على المدارس.
- Python Software Foundation - عملت على جلب MicroPython إلى الجهاز، وأنشئت محررات كود Python الأصلية والمبنية على الويب للمبتدئين، وأنتجت العديد من الموارد التعليمية ونظمت ورش عمل بقيادة المطورين للمعلمين.
- Bluetooth SIG - تم تطوير ملف تعريف Bluetooth LE المخصص.
- الحلول الرقمية الإبداعية - تطوير المواد التعليمية وورش العمل وأنشطة التوعية.
- قدمت سيسكوCisco - الموظفين والموارد إلى STEMNET للمساعدة في النشر الوطني.
- Code Club - أنشأت سلسلة من موارد التشفير تستهدف الأطفال الذين تتراوح أعمارهم بين 9 و 11 عامًا ويتم تسليمها عبر نوادي الترميز التي يديرها المتطوعون.
- STEMNET - قدم سفراء STEM لدعم المدارس والمعلمين والاتصال بأطراف ثالثة مثل Bloodhound SSC و Cisco.
- Kitronik - أنتجت وأعطت 5,500 مجموعة من المنسوجات الإلكترونية [بحاجة إلى توضيح] لمدراء BBC micro: بت إلى D & T [بحاجة إلى توضيح] المعلمين في جميع أنحاء المملكة المتحدة. الأجهزة المصممة مثل لوحة سائق المحرك للسماح للبي بي سي الصغير: بت للتحكم في الأجهزة مثل المحركات والمكابح.
- Tangent Design - إنشاء هوية العلامة التجارية لـ BBC micro: bit وطور موقع الويب.
- تم استخدام جهاز النموذج الأولي ومجموعة البرمجيات التي أنشأتها BBC R&D ، والتي تم توضيحها في الإعلان الأولي، لاختبار العرض في المدارس، وتوفير مواصفات مرجعية للشراكة للبناء عليها.

### مؤسسة مايكروبت التعليمية
بعد الطرح الناجح للميكرو: بت عبر المملكة المتحدة، سلمت بي بي سي مستقبل ال BBC micro:bit وتبنيها في أجزاء أخرى من العالم إلى مؤسسة الغير الربحية Microbit Education المنشأة حديثا. حيث تم الإعلان عنها في 18 أكتوبر 2016 لمجموعة صغيرة من الصحفيين والمعلمين في سافوي بلاس بلندن حيث تضمن مراجعة العام الماضي وخططهم المستقبلية. تم جراء ذلك نقل الموقع الرسمي من co.uk إلى.org من https://www.microbit.co.uk/ إلى https://microbit.org/.
قامت بي بي سي بترخيص تكنولوجيا الأجهزة كمصدر مفتوح وتسمح بتصنيعها حول العالم لاستخدامها في التعليم. تشرف المؤسسة على ذلك.
في 2 يناير 2018، أُعلن أن Gareth Stockdale من BBC Learning سيخلف Zach Shelby في منصب الرئيس التنفيذي لمؤسسة Microbit التعليمية.

### التصميم المرجعي للميكروبت
توفر المؤسسة أيضًا تصميمًا مرجعيًا موثقًا بالكامل للجهاز. وهذا التصميم مختلف عن التصميم الذي جرى تسويقه، ولكنه متوافق مع البرمجية، بهدف تسهيل التطوير والتصنيع المستقلين للأجهزة والمنتجات المشتقة من الميكروبت. التصميم المرجعي هو تصميم مفتوح المصدر، ولكن على عكس الجهاز الذي جرى تسويقه تحت ترخيص CC BY 4.0، يتم توزيع التصميم بموجب شروط ترخيص أجهزة Solderpad الإصدار 0.51.